# Liezen
Liezen é uma cidade da Áustria, situada no distrito de Liezen, no estado da Estíria. Tem 91,73 km² de área e sua população em 2019 foi estimada em 8.240 habitantes.